# Phalaborwa
Phalaborwa ist eine Stadt in der Provinz Limpopo im Nordosten Südafrikas und Verwaltungssitz der Gemeinde Ba-Phalaborwa. 2011 hatte sie 13.108 Einwohner. Die Stadt ist hauptsächlich durch den Bergbau und für den Tourismus bekannt.
Der Name kommt vom Begriff pala bora der so viel wie ‚besser als der Süden‘ bedeutet. Die Sotho, die von Süden hierher zogen, benannten den Ort.

## Lage
Phalaborwa liegt östlich von Tzaneen und unweit des Kruger-Nationalparks in einer vorwiegend ländlich strukturierten Region Südafrikas.
Die Stadt hat mehrere Vororte (früher: Townships). Die größten sind Namakgale (2011: 36.365 Einwohner) und Lulekani (2011: 14.464 Einwohner).

## Verkehr
Eine Eisenbahnstrecke führt aus südwestlicher Richtung heran und endet hier. Die Hauptstraßenverbindungen mit anderen Orten in Südafrika bilden die Regionalstraßen R40 nach Barberton weiter nach Eswatini und die R71 nach Polokwane. In den Kruger-Nationalpark führt die H9.
Die Stadt verfügt über einen Binnenflughafen, den Kruger Park Gateway Airport.

## Wirtschaft
Bekannte Unternehmen dort sind die Palabora Mining Company, die seit 1965 den Abbau von Kupfererzen betreibt und die Foskor Ltd., die 1951 an diesem Ort durch die Industrial Development Corporation zur Gewinnung von Phosphatrohstoffen für die südafrikanische Landwirtschaft gegründet wurde.
Aus diesem Grund wird eine ringförmige Olivin-Magnetit-Apatit-Lagerstätte, hier lokal und kommerziell Phoscorite genannt, um einen Karbonatit-Kernkomplex im Tagebau genutzt. Im Kern der Karbonatitlagerstätte befindet sich der für die Kupfergewinnung interessanteste Mineralgehalt durch seine Anteile von Chalkopyrit, Bornit, Chalkosin und Valleriit. Ein weiterer, äußerer Ring ist aus einem Pyroxen-Vermiculit-Olivin-Pegmatoid aufgebaut, dessen Vermiculitgehalt montanwirtschaftlich interessant ist. Vor dem Aufbau der staatlichen Gesellschaft FOSKOR (Phosphate Development Corporation Ltd.) waren hier bereits die Transvaal Ore Company und die Phalaborwa Phosphate and Vermiculite Company mit der Rohstoffgewinnung befasst. Der überwiegende Teil der hier produzierten Phosphatkonzentrate gelangt auf dem Schienenweg über Komatipoort und Eswatini zur weiteren Verarbeitung und teilweise als Exportgut nach Richards Bay.
Aufgrund des Bergbaus befindet sich in Phalaborwa mit dem Tagebau das größte von Menschen geschaffene Loch.

## Sehenswürdigkeiten
In Phalaborwa liegt auch ein Eingang zum Kruger-Nationalpark.

## Persönlichkeiten
- Burger Lambrechts (* 1973), Kugelstoßer
- Dale Steyn (* 1983), Cricketspieler
- Ranti Dikgale (* 1987), Sprinter